# 한병호 (작가)
한병호(1962년 ~ )는 한국의 그림책작가로 2014 안데르센상 한국 대표 그림작가로 선정되었다. 대표도서로 《새가 되고 싶어》 , 《황소와 도깨비》 , 《도깨비와 범벅 장수》 등이 있다.

## 생애
한병호 작가는 현재 한국 어린이책 일러스트레이션을 주도하는 2세대 일러스트레이터 중 한 명이다. 이들은 대개 1960년대에 태어나 1980년대에 대학을 다니고, 어린이책 시장이 활성화되기 시작하는 1980년대 후반에 일러스트레이션을 시작했다. 한국은 1960년대에서 1980년대에 걸쳐 ‘한강의 기적’이라고 불리는 고도성장을 이루었는데, 2세대 일러스트레이터들은 고도성장 및 사회민주화를 경험하고, 1988년의 서울올림픽을 통해 다른 문화와의 접촉을 전면적으로 경험한 세대이기도 하다.
그는 1962년 서울에서 태어났다. 당시 서울은 본격적인 도시화가 되기 이전으로 숲과 개울이 있어서 풍성한 숲과 개울 곁에서 어린 시절을 보냈다. 그는 어릴 때부터 그림그리기를 좋아해서 초등학교 시절의 공책에는 공부 내용보다 그림 그린 것이 더 많았다고 한다. 중학교 때부터 미술반을 했고, 고등학교 때는 미술 선생님이 국전에 낼 작품을 준비할 때 선생님을 도우며 그림을 배웠다.
한병호 작가는 추계예술대학에서 한국화를 전공하고, 졸업 후 문구회사인 ‘바른손’에서 근무했다. 1988년 한국출판미술협회가 발족하여 어린이 책 워크숍이 생겼을 때, 전공을 살려 동양화 특징을 살릴 수 있는 그림을 그려보라는 선배의 권유로 ‘도깨비’ 그림을 그려 워크숍 전시 작품으로 출품하였다. 그리고 그의 ‘도깨비’ 그림이 주목을 받아 출판사로부터 일러스트레이션 작업을 의뢰받았다고 한다. 한국화를 전공한 일러스트레이터가 드문 당시 현실에서 특히 전통 한국화 화법을 구사하는 그의 그림이 단연 눈에 띄었던 것이다. 그 뒤 한병호는 3년 간의 직장 생활을 그만두고, 개인 작업과 어린이책 일러스트레이션을 병행하며 지금까지 30년 이상 한국의 대표적인 그림책 작가로 활동 중이다.
수상 경력으로는 2002년, 아시아 일러스트 재팬 비엔날레 대상, 《미산계곡에 가면 만날 수 있어요》로 제3회 과학도서상을 받았으며, 2004년, Korea Creative 상 일러스트레이션 부문 대상, 2005년, 창작그림책 《새가 되고 싶어》로 BIB 황금사과상, 2006년, 제46회 한국출판문화상 대상을 받고, IBBY Honour List에 선정되었다. 2014년 안데르센 상 한국 대표 그림작가로 선정되었다.

## 대표작품

### 《새가 되고 싶어》 (한병호 글 그림, 시공주니어 2009 개정판)
이 책은 한병호 작가가 옛이야기나 기존의 있던 이야기와 달리 작가 자신의 삶에 대한 끝없는 욕망을 그대로 옮겨 놓은 독특한 그림책으로, 2005년 국내 최초로 BIB 황금사과상을 받았다.
높은 빌딩 한 편에서 일하던 페인트공은 날개가 있다면 편할 것 같아 새가 되길 꿈꾼다. 자고 일어나면 새가 되길 바라던 그는 정말 새가 되고, 새처럼 자유롭게 세상 여기저기를 여행한다. 하지만 새에게도 살기 팍팍하고 위험한 순간이 있다는 걸 깨닫는다. 그렇다면 새보다 더 강한 고양이가 되길 꿈꾸며 이야기는 끝난다.
선악 구도를 위주로 하는 기존의 어린책과 다를 뿐 아니라, 늘 비교대상에 시달리며 사는 어른들에게도 시사점을 줄 수 있는 이야기이다.

### 《황소와 도깨비》 (이상 글, 한병호 그림, 다림, 1999)
어느 산골에 나무꾼 돌쇠가 어린 황소와 함께 살았는데, 눈 내리는 날에 장에 다녀오다가 다친 도깨비를 만난다. 도깨비 산오뚝이는 동네 사냥개에게 꼬리를 심하게 물렸다며 상처가 아물 때까지 두 달만 황소 뱃속에서 살게 해 달라고 부탁한다. 그 대신 황소의 힘을 지금보다 열 배 세게 해준다고 하자 돌쇠는 산오뚝이의 부탁을 들어준다. 건강해진 산오뚝이가 무사히 황소 입으로 나와, 돌쇠의 은혜를 입은 산오뚝이는 황소의 힘을 백 배 더 세게 해주곤 사라진다.
한병호 작가는 이 이야기가 이상 자신의 이야기라는 해석을 의식하고 익살스러우면서도 위로하는 듯이 표현했다. 두꺼운 화선지에 여러 재료를 혼합하여옛날 벽화에서 보는 듯이 연출하고 이야기의 흐름을 군더더기 없이 연출하고 있다. 특히 산오뚝이의 캐릭터는 이상이 묘사한 것을 참고로 동네 사냥개에 쫓겨 처량해진 작은 산짐승과 닮기도 해서 기존의 도깨비의 형상과는 전혀 다르게 작고 연약하지만 신비한 능력을 가진 색다른 도깨비의 형상을 구현했다.

### 《도깨비와 범벅 장수》 (이상교 글, 한병호 그림, 국민서관 2005 개정판)
범벅 장수가 장날 호박범벅을 만들어 나갔지만, 가져간 호박범벅을 하나도 팔지 못한다. 가족들이 굶주리며 자신을 기다릴 걱정을 하며 집으로 돌아가는데, 도깨비들이 그의 길을 막고는 맛있는 냄새가 난다며 항아리에 들은 호박범벅을 맛보곤 몽땅 먹어치우고 만다. 범벅 장수는 억울한 마음에 먹은 만큼 값을 받아야 한다며 넋두리를 하자 도깨비들은 빈 항아리에 금돈과 은돈으로 가득 채워 값을 치른다. 그 날 이후, 범벅 장수는 도깨비들에게 점점 많은 호박범벅을 가져다주고 범벅 장수는 점점 더 많은 금돈과 은돈을 챙겨 받아와 부자가 된다.
한병호 작가는 2005년 개정판을 내기까지 도깨비 이야기를 그려내는 것이 좋지만은 않았다. 처음에 그는 스스로 오랜 시간 축척해온 도깨비의 형상을 그려냈다. 그리고 그의 도깨비가 세상에 많이 등장할수록 한국 도깨비 같지 않다거나 왜 그림마다 뿔의 개수가 다르냐 등 공격적인 질문을 받았고, 이는 그가 그의 도깨비 그림의 정체성을 찾아가는 데 중요한 계기가 된다.이 책은 그의 이런 고민의 연구서와 같은 작품이다. 다양한 도깨비의 형상과 도깨비와 함께 하는 산짐승들의 형상은 지금까지 그가 그려내는 여러 캐릭터의 원형으로 자리잡을 정도로 그는 도깨비의 캐릭터를 고민했다.

### 《발자국개》 (임정자 글, 한병호 그림, 문학동네, 2017)
임정자 작가의 체험담에서 비롯된 이 이야기는 숲에서 사는 한 소녀가 희고 큰 개가 있어 두려울 게 없다는 말로 시작한다. 하지만 그 개가 자신을 지켜주다가 세상을 떠난 뒤 슬픔과 함께 두려움이 엄습해 온 소녀는 방에서 나오지 못한 채 눈물로 시간을 채우는데, 그 눈물을 따라 발자국개가 찾아와 소녀를 안심시킨다. 그리고 소녀에게 두려움과 마주하고 그 이름을 물어보라고 알려주고, 그래도 두렵거든 자신을 부르라고 말한다. 그 뒤 소녀는 자신감을 갖고 두려움에게 이름을 묻고 두려움으로부터 벗어난다.
이 책의 글은 상황에 대한 설명은 거의 없다. 개에 대한 구체적인 설명 외 소녀가 어떻게 살아가는지, 개와 어떤 에피소드가 있었는지 이야기하지 않는다. 그리고 소녀를 위협하는 집밖의 짐승들은 어떤 짐승들인지, 자신의 방문을 흔드는 것은 무엇인지도 알려주지 않는다. 다만 개가 있어 든든하고 기뻤으며, 개를 잃어 슬프고 무서웠고, 두려움을 직면하고 이겨내는 순간 또 다른 편안함이 다가오더라는 감정에 대한 이야기가 펼쳐진다. 이런 비유의 글에 한병호 작가는 상황을 구체적으로 그리기보다 글이 흘러가는 감정을 추상적인 요소들을 구성하여 표현하는데 주력했다. 감정의 변화에 따라 색상과 추상적인 표현들이 변화하고, 오로지 소녀, 개 그리고 시간을 전과 후로 가르는 부엉이만이 구체적으로 그려졌을 뿐이다.

### 《수달이 오던 날》 (한병호 기획•그림, 김용안 글, 한성용 감수, 시공주니어, 2012)
로드킬을 당한 어머 수달 옆에서 떠나지 못했던 새끼 수달이 한국수달연구센터로 구조되어 입소하면서 시작한다. 눈빛이 초롱초롱해서 초롱이라고 부르던 새끼 수달의 성장을 마치 연구원이 일지를 기록하듯이 구성하였다. 초롱이가 낯선 환경에서 조금씩 성장하여 10개월간의 센터 생활을 뒤로하고 자연으로 돌아가며 이야기를 맺는데, 한병호 작가는 이를 직접 관찰하고 취재하고 기록하여 책으로 구성하기까지 5년의 시간이 걸렸다.
수달은 환경에 민감하여 환경 지표 동물로 여겨지는 멸종 위기 동물이자 천연기념물로, 국가적으로 보호하려고 노력하고 있지만 여전히 역부족이다. 한병호 작가는 이런 사실을 바탕으로 많지 않은 자료를 쫓아다니며 여수, 남해, 통영, 거제 등을 다니며 실제 수달의 모습을 담아내려고 노력했으며, 생생한 모습을 관찰한 경험과 느낌을 따뜻한 느낌이 드는 석판화로 그려냈다.

## 참고 문헌
작가연구자료집 2019, KBBY국제아동청소년도서협의회